# Cohors I Thracum (Britannia)
Die Cohors I Thracum [civium Romanorum] [equitata] (deutsch 1. Kohorte der Thraker [der römischen Bürger] [teilberitten]) war eine römische Auxiliareinheit. Sie ist durch Militärdiplome und Inschriften belegt.

## Namensbestandteile
- Cohors: Die Kohorte war eine Infanterieeinheit der Auxiliartruppen in der römischen Armee.

- I: Die römische Zahl steht für die Ordnungszahl die erste (lateinisch prima). Daher wird der Name dieser Militäreinheit als Cohors prima .. ausgesprochen.

- Thracum: Die Soldaten der Kohorte wurden bei Aufstellung der Einheit aus dem Volk der Thraker auf dem Gebiet der römischen Provinz Thrakien rekrutiert.

- civium Romanorum: der römischen Bürger. Den Soldaten der Einheit war das römische Bürgerrecht zu einem bestimmten Zeitpunkt verliehen worden. Für Soldaten, die nach diesem Zeitpunkt in die Einheit aufgenommen wurden, galt dies aber nicht. Sie erhielten das römische Bürgerrecht erst mit ihrem ehrenvollen Abschied (Honesta missio) nach 25 Dienstjahren. Der Zusatz kommt in einer Inschrift[1] vor.

- equitata: teilberitten. Die Einheit war ein gemischter Verband aus Infanterie und Kavallerie. Der Zusatz kommt in einer Inschrift[2] vor.

Da es keine Hinweise auf den Namenszusatz milliaria (1000 Mann) gibt, war die Einheit eine Cohors quingenaria equitata. Die Sollstärke der Kohorte lag bei 600 Mann (480 Mann Infanterie und 120 Reiter), bestehend aus 6 Centurien Infanterie mit jeweils 80 Mann sowie 4 Turmae Kavallerie mit jeweils 30 Reitern.

## Geschichte
Die Kohorte war in der Provinz Britannia stationiert. Sie ist auf Militärdiplomen für die Jahre 122 bis 178 n. Chr. aufgeführt.
Die Einheit ist seit flavischer Zeit in Britannien bezeugt. Durch ein Diplom ist sie erstmals 122 in der Provinz nachgewiesen. In dem Diplom wird die Kohorte als Teil der Truppen (siehe Römische Streitkräfte in Britannia) aufgeführt, die in der Provinz stationiert waren. Weitere Diplome, die auf 127 bis 178 datiert sind, belegen die Einheit in derselben Provinz.
Der letzte Nachweis der Kohorte beruht auf zwei Inschriften, die auf 205/208 datiert werden.

## Standorte
Standorte der Kohorte in Britannien waren möglicherweise:
| - Banna: eine Inschrift wurde hier gefunden. - Lavatrae (Bowes): mehrere Inschriften wurden hier gefunden. Aus einer Inschrift geht hervor, dass die Kohorte das Balnearium unter der Aufsicht von Valerius Fronto, dem Kommandeur der Ala Vettonum, wiederherstellte. | - Pons Aelius: eine Inschrift wurde hier gefunden. - Viroconium: eine Inschrift wurde hier gefunden. |

## Angehörige der Kohorte
Folgende Angehörige der Kohorte sind bekannt:

### Kommandeure
| - []llus, ein Präfekt (RIB 741) - Lucius Caesius Frontinus, ein Präfekt - Marcus Valerius Maximianus, ein Präfekt | - [Ti(berius)] Claudius Paulus, ein Präfekt (CIL 14, 3625) - Titus Orbius Priscinus, ein Präfekt |

### Sonstige
| - Fuscus Dorilsis, ein Soldat (AE 1928, 165) - Iulius Martial(is), ein Centurio (CIL 5, 885) | - Iul(ius) Secundus, ein Centurio (RIB 732) - Tib(erius) Claud(ius) Tirintius, ein Reiter (RIB 291) |